# Elfstedenrace 2024
De derde editie van de wielerwedstrijd Elfstedenrace, om sponsorredenen ook de BetCity Elfstedenrace genoemd, vond plaats op 2 oktober 2024. De wedstrijd startte en finishte in Leeuwarden en voerde het peloton in 199,9 kilometer langs de Friese elf steden. De wedstrijd maakte deel uit van de UCI Europe Tour, met de categorie 1.1. De Nederlander Taco van der Hoorn won, voor zijn landgenoot Jelte Krijnsen en Christophe Laporte uit Frankrijk.
Van de 103 renners op de startlijst gingen enkel Hartthijs de Vries, Madis Mihkels en Mauro Verwilt niet van start. Uiteindelijk haalden 51 renners de eindstreep.

## Uitslag
| Plaats  | Naam                      | Ploeg                 | Tijd     |
| ------- | ------------------------- | --------------------- | -------- |
| Winnaar | Taco van der Hoorn        | Intermarché-Wanty     | 4u10'32" |
| 2       | Jelte Krijnsen            | Parkhotel Valkenburg  | + 7"     |
| 3       | Christophe Laporte        | Visma \| Lease a Bike | z.t.     |
| 4       | Lionel Taminiaux          | Lotto Dstny           | + 10"    |
| 5       | Elmar Reinders            | Jayco AlUla           | + 16"    |
| 6       | Rory Townsend             | Q36.5                 | + 35"    |
| 7       | Roel van Sintmaartensdijk | Intermarché-Wanty     | z.t.     |
| 8       | Simon Dehairs             | Alpecin-Deceuninck    | + 39"    |
| 9       | Nils Eekhoff              | dsm-firmenich PostNL  | z.t.     |
| 10      | Max Walscheid             | Jayco AlUla           | z.t.     |
| 11      | Joren Bloem               | TDT-Unibet            | z.t.     |
| 12      | Rune Herregodts           | Intermarché-Wanty     | z.t.     |
| 13      | Lindsay De Vylder         | Flanders-Baloise      | z.t.     |
| 14      | Nicolò Parisini           | Q36.5                 | z.t.     |
| 15      | Mick van Dijke            | Visma \| Lease a Bike | + 44"    |
| 16      | Rick Ottema               | Diftar                | z.t.     |
| 17      | Tosh Van der Sande        | Visma \| Lease a Bike | z.t.     |
| 18      | Emīls Liepiņš             | dsm-firmenich PostNL  | + 3'01"  |
| 19      | Timo de Jong              | VolkerWessels         | z.t.     |
| 20      | Nickolas Zukowsky         | Q36.5                 | z.t.     |